# Kaoru Nagadome
Kaoru Nagadome (永留 かおる, Nagadome Kaoru, 7 mei 1973) is een voormalig Japans voetbalster.

## Carrière
Nagadome nam met het Japans vrouwenvoetbalelftal deel aan de Wereldkampioenschappen in 1999, maar zij kwam tijdens dit toernooi niet in actie. Japan werd uitgeschakeld in de groepsfase met de Canada, Rusland en Noorwegen.

## Statistieken
| Japans vrouwenvoetbalelftal | Japans vrouwenvoetbalelftal | Japans vrouwenvoetbalelftal |
| Jaar                        | Wed.                        | Dlp.                        |
| --------------------------- | --------------------------- | --------------------------- |
| 1997                        | 1                           | 0                           |
| 1998                        | 0                           | 0                           |
| 1999                        | 3                           | 0                           |
| Totaal                      | 4                           | 0                           |